# 涅盖尔
涅盖尔，是匈牙利沃什州所辖的一个村，总面积10.73平方公里，总人口311，人口密度29.0人/平方公里（2010年1月1日）。